# Donare de sânge

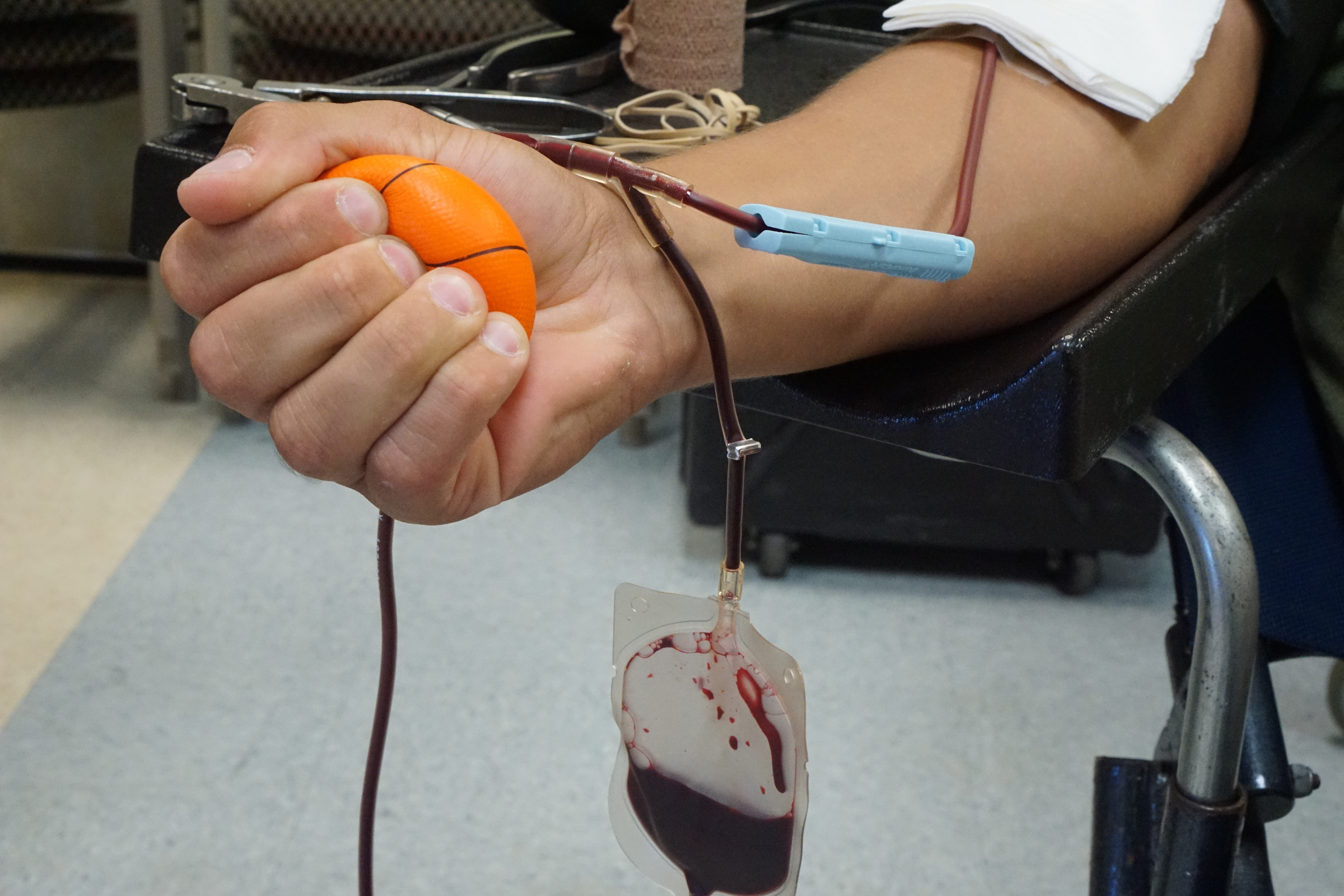
Membru al serviciilor maritime ale SUA donează sânge la o bază militară din Hawaii.

Donarea de sânge în scopuri terapeutice este un gest umanitar, benevol, neremunerat și anonim. Recoltarea și conservarea de sânge și de plasmă se fac conform instrucțiunilor Ministerului Sănătății, numai sub supraveghere și responsabilitate medicală.
Regulile pentru acceptarea unei persoane să doneze sânge sunt stricte: fără piercinguri, fără tatuaje cu cel puțin șase luni înainte de donare. În plus, cei care doresc să realizeze acest act benevol sunt condiționați de anumite reguli atât cu privire la viața sexuală – să nu aibă relații sexuale neprotejate cu mai mult de doi parteneri, să nu fi avut relații sexuale cu parteneri plătiți – cât și la sănătate sau la stilul de viață.
La o donare, se prelevează 5–7 ml/kg corp greutate donator, dar nu mai mult de 450 ml. Cu acordul donatorului sângele va fi testat pentru a afla grupa sanguină și se face screening pentru infecții. Dacă testele revelează o problemă de sănătate, donatorul va fi informat și îndrumat spre consult de specialitate.
După donarea de sânge, se recomandă menținerea poziției orizontale pentru încă 10–15 de minute, pentru a evita apariția efectelor adverse postdonare. Se recomandă evitarea efortului fizic și consumul de alcool după donare. Se va suplimenta consumul de lichide timp de 2–3 zile după donare, iar regimul alimentar va fi bogat în proteine animale (ouă, carne).

## Condiții de admisibilitate la donarea de sânge
Donarea de sânge este permisă numai persoanelor în stare de sănătate, între 18 și 60 de ani (întrucât în afara acestor vârste nu există garanția unui răspuns armonios din partea organismului față de pierderea a 450 ml de sânge), celor care nu au valorile tensiunii arteriale peste 180 mmHg sau sub 100 mmHg, femeilor în afara sarcinii sau a lăuziei, celor ce nu manifestă stări emoționale exagerate, teamă persistentă față de actul donării sau o stare de oboseală, nu au consumat alcool sau o masă bogată în grăsimi înainte de a se prezenta la recoltare, au de la ultima donare de sânge minimum 60 de zile, nu au avut în ultimul timp pierderi de sânge și nu au fost supuși unor intervenții chirurgicale. Piercingul, tatuajul, precum și tratamentul stomatologic sunt posibile surse de infectare cu HIV sau hepatita C, motiv pentru care medicii resping de la donare persoanele care în ultimele șase săptămâni și-au făcut piercing, tatuaj sau au fost la stomatolog. De asemenea, sunt respinși donatorii care au sau au avut următoarele boli: hepatită (de orice tip), TBC, sifilis, malarie, epilepsie și alte boli neurologice, boli psihice, bruceloză, ulcer, diabet zaharat, boli de inimă, boli de piele (psoriazis, vitiligo etc.), miopie forte (peste 6 dioptrii) și cancer.
Și profesiunea donatorului poate constitui uneori o cauză a respingerii acestuia de la recoltare, când există pericolul potențial al infecțiilor (cazul mulgătorilor, îngrijitorilor de animale, măturătorilor) sau al unei oboseli fizice (șoferi pe mijloace de transport în comun, piloți, operatori la mașini grele).
| Criterii de excludere permanentă | Criterii de excludere temporară |
| --- | --- |
| - afecțiuni cardiovasculare (inclusiv hipertensiunea arterială cronică în tratament, angina pectorală) - traumatisme craniene cu sechele - etilism cronic - schizofrenie - epilepsie - hepatită cronică, ciroză hepatică - sifilis - pancreatită - cancer, leucemii - diabet zaharat - tuberculoză - hiperlipidemie - astm bronșic - alergia severă - boli endocrine - lupus eritematos diseminat și alte colagenoze - psoriazis generalizat | - boli infecțioase (gripă, infecții bacteriene) - anemie - examinare endoscopică, transfuzii, intervenții chirurgicale, tatuaje, contact apropiat cu persoane cu hepatită, HIV - vaccinări - sarcină, alăptare - tratamente dentare - consum de alcool în ultimele 48 de ore - consum de medicamente |

## Efecte

### Benefice
Cercetări publicate în 2012 demonstrează că donatul repetat de sânge are ca efecte benefice: reducerea presiunii sanguine, a glucozei din sânge, a HbA1c (hemoglobină glicosilată), raportul de LDL/HDL („colesterol rău”/„colesterol bun”) și a ritmului cardiac.
Donarea de sânge are efectul de a reduce nivelul de fier din organism, care, în concentrații ridicate, poate îngroșa sângele. De asemenea, donatorii de sânge pierd aproximativ 650 de calorii la fiecare jumătate de litru donată.
Potrivit unui studiu publicat în Journal of the American Medical Association, cei care donează sânge o dată la șase luni și au între 43 și 61 de ani prezintă un risc mai scăzut de infarct și accident vascular cerebral. Această ipoteză este susținută și de un studiu realizat pe 2.682 de bărbați din Finlanda, potrivit căruia cei care donează sânge prezintă cu 88% mai puține riscuri de a face infarct decât cei care nu donează.

### Reacții adverse postdonare
La un procent redus de donatori apar ca reacții adverse postdonare greață, vomă, amețeli, simptome care pot persista câteva ore și în foarte rare cazuri și a doua zi.

## Utilizarea sângelui donat
Donațiile de sânge sunt folosite în mai multe scopuri, cum ar fi:
- sângele întreg este folosit pentru transfuzie în cazuri de pierderi acute de sânge (hemoragie), cum ar fi după un accident sau în timpul unei intervenții chirurgicale;
- globulele roșii (eritrocitele) sunt transfuzate când o boală determină apariția anemiei;
- globulele albe (leucocitele) sunt importante pentru a ajuta pacienții cu rezistență scăzută la infecții, cum ar fi în timpul tratamentului anticanceros;
- plasma este folosită la pacienții în stare critică, care au pierdut foarte mult sânge și au nevoie de o înlocuire a întregii game de proteine, conținute în plasmă;
- plachetele sanguine (trombocitele) sunt necesare când măduva osoasă nu funcționează normal, spre exemplu în timpul tratamentului anticanceros sau la pacienții care nu pot produce trombocite normale, care să ajute la coagularea sângelui. În acest scop, sângele este recoltat de la nivelul brațului, trombocitele sunt extrase imediat din sânge, iar restul sângelui se reîntoarce la donator. Întrucât majoritatea globulelor roșii se întorc la donator, acesta poate dona din nou mai devreme decât donatorii de sânge întreg (aproximativ în 16 săptămâni). În unele cazuri pot fi donate trombocite la fiecare două săptămâni.

## Donarea de sânge în România
În anul 2012, în România doar 1,7% din populație donează sânge, comparativ cu 10% în Danemarca, 9% în Anglia, 8% în Olanda, 6% în Germania sau 4% în Ungaria. Astfel, în România se înregistrează un deficit major de sânge, donatorii asigurând doar 65% din totalul necesar.

## Ziua Mondială a Donatorului de Sânge
În semn de recunoaștere față de persoanele donatoare de sânge, Organizația Mondială a Sănătății a decis în 2005 să le dedice o zi specială. Astfel 14 iunie a devenit Ziua Mondială a Donatorului de Sânge.